# クレベール・メンドンサ・フィリオ
クレベール・メンドンサ・フィリオ（Kleber Mendonça Filho、1968年11月22日 - ）は、ブラジル・レシフェ出身の映画監督、脚本家、映画プロデューサーである。

## キャリア
1990年代後半から映画監督としての活動をスタートさせ、ドキュメンタリーやフィクションなどで多数の短編映画を制作する。
2012年の『Neighboring Sounds』は自身としては初となる長編劇映画監督作となり、第85回アカデミー賞ではブラジルの代表作品として外国語映画賞にエントリーされた。
2016年の監督作『アクエリアス』で、第69回カンヌ国際映画祭コンペティション部門に初参加を果たし、パルム・ドールを競った。また、アメリカのインディペンデント・スピリット賞やフランスのセザール賞でも外国映画賞にノミネートされた。その翌年の第70回カンヌ国際映画祭では、批評家週間部門の審査員長を務めた。
2019年、ジュリアーノ・ドルネレスと共同監督・共同脚本を務めた『バクラウ 地図から消された村』が第72回カンヌ国際映画祭コンペティション部門に出品され、審査員賞を受賞。更に2025年には『The Secret Agent』も第78回カンヌ国際映画祭コンペティション部門に出品。自身の監督賞と主演を務めたワグナー・モウラの男優賞2冠を受賞した。

## フィルモグラフィー
- Neighboring Sounds（2012年）
- アクエリアス Aquarius（2016年）
- バクラウ 地図から消された村 Bacurau（2019年）
- The Secret Agent（2025年）